# نظام التشفير الهجين
نِظَامُ التَّشْفِيرِ الهَجِين في علم التشفير هو النظام الذي يجمع بين نظام التشفير بالمفتاح العام وكفاءة نظام التشفير بالمفتاح المتماثل. تعتبر أنظمة التشفير بالمفتاح العام مُلَائِمةٌ لأنَّها لا تتطلَّب من المرسل والمتلقِّي مشاركة سر مشترك بينهما من أجل التواصل بشكل آمن. ومع ذلك، فهي غالبًا ما تعتمد على حسابات رياضية معقدة، وبالتالي فهي عمومًا أقل كفاءة من أنظمة التشفير ذات المفتاح المتماثل المماثلة. في العديد من التطبيقات، يمكن أن تكون التكلفة العالية لتشفير الرسائل الطويلة في نظام تشفير المفتاح العام مكلفة. تتمُّ معالجة هذه المشكلة من خلال الأنظمة الهجينة باستخدام مزيج من الاثنين معًا.
يمكن إنشاء نظام التشفير المختلط باستخدام أيّ 
نظامي تشفير منفصلين و هما كالاتي:
- آلية تغليف المفتاح، وهو نظام تشفير المفتاح العام.
- نظام تغليف البيانات، وهو نظام تشفير ذو مفتاح متماثل.

نظام التشفير المختلط هو ذاته نظام مفتاح عام، مفاتيحه العامة والخاصة هي نفسها الموجودة في نظام تغليف المفتاح.
لاحظ أنَّه بالنسبة للرسائل الطويلة جدًا، فإنَّ الجزء الأكبر من العمل في التشفير و فك التشفير يتمُّ من خلال نظام المفتاح المتماثل الأكثر كفاءة، في حين يتم استخدام نظام المفتاح العام غير الفعال فقط لتشفير/فك تشفير قيمة مفتاح قصير.
تستخدم جميع التطبيقات العملية لتشفير المفتاح العام هذه الأيام نظاماً هجيناً و تتضمن الأمثلة بروتوكول طبقة المقابس الآمنة وبروتوكول النقل الآمن، اللذين يستخدمان آلية المفتاح العام لتبادل المفاتيح (مثل طريقة ديفي وهيلمان لتبادل المفاتيح) وآلية المفتاح المتماثل لتغليف البيانات (مثل معيار التعمية المتقدم). يُعَدُّ تنسيق الملف بي جي بي وتنسيق الملف PKCS#7 من الأمثلة الأخرى. يُعَدُّ نظام التشفير المغلّف مثالاً هاماً على استخدام أنظمة التشفير الهجينة في الحوسبة السحابية. في سياق السحابة، تعمل أنظمة التشفير الهجينة أيضًا على تمكين الإدارة المركزية للمفاتيح.

## مثال
لتشفير رسالة موجهة إلى أليس في نظام التشفير المختلط، يقوم بوب بما يلي:
1. يحصل على مفتاح أليس العام.
2. ينشئ مفتاحًا متماثلًا جديدًا لنظام تغليف البيانات.
3. يقوم بتشفير الرسالة ضمن نظام تغليف البيانات، باستخدام المفتاح المتماثل الذي تم إنشاؤه للتو.
4. يقوم بتشفير المفتاح المتماثل ضمن نظام تغليف المفتاح، باستخدام مفتاح أليس العام.
5. يرسل كلا هذين النصين المشفرين إلى أليس.

من اجل فك تشفير هذا النص المشفر المختلط، تقوم أليس بما يلي:
1. تستخدم مفتاحها الخاص لفك تشفير المفتاح المتماثل الموجود في المقطع الخاص بتغليف المفتاح.
2. يستخدم هذا المفتاح المتماثل لفك تشفير الرسالة الموجودة في مقطع تغليف البيانات. [12] [13]

## الحماية
إذا كان كل من مخططات تغليف المفاتيح وتغليف البيانات في نظام تشفير هجين آمنًا ضد هجمات النص المشفر التكيفي المختار ، فإن المخطط المختلط يرث تلك الخاصية أيضًا.  ومع ذلك، فمن الممكن إنشاء مخطط هجين آمن ضد هجمات النص المشفر التكيفي الذي تم اختياره حتى لو كان لتغليف المفتاح تعريف أمان ضعيف قليلاً (على الرغم من أن أمان تغليف البيانات يجب أن يكون أقوى قليلاً). 

## التشفير المغلف
التشفير المغلف هو مصطلح يستخدم للتشفير باستخدام نظام تشفير هجين يستخدمه جميع مقدمي الخدمات السحابية الرئيسيين،  و غالبًا كجزء من نظام إدارة المفاتيح المركزي في الحوسبة السحابية. 
يعطي التشفير المغلف أسماء للمفاتيح المستخدمة في التشفير المختلط و منها : مفاتيح تشفير البيانات (يُشار إليها ايضا اختصارًا بـ DEK، وتُستخدم لتشفير البيانات) ومفاتيح تشفير المفاتيح (يُشار إليها اختصارًا بـ مفاتيح تشفير المفاتيح، وتُستخدم لتشفير مفاتيح تشفير البيانات). في البيئة السحابية، يتضمن التشفير باستخدام تشفير المغلف إنشاء مفاتيح تشفير البيانات محليًا، وتشفير بيانات الشخص باستخدام مفاتيح تشفير البيانات، ثم إصدار طلب لتغليف (تشفير) مفاتيح تشفير البيانات باستخدام مفتاح مفاتيح تشفير المفاتيح المخزن في خدمة يحتمل أن تكون أكثر أمانًا. بعد ذلك، تشكل رسالة مفاتيح تشفير البيانات الملتفة والرسالة المشفرة نصًا مشفرًا للمخطط. لفك تشفير نص مشفر، يتم فك تغليف مفاتيح تشفير البيانات (فك تشفيره) عبر استدعاء خدمة، ثم يتم استخدام مفاتيح تشفير البيانات غير المغلف لفك تشفير الرسالة المشفرة.  بالإضافة إلى المزايا العادية لنظام التشفير المختلط، فإن استخدام التشفير غير المتماثل لـ مفاتيح تشفير المفاتيح في سياق سحابي يوفر إدارة مفاتيح أسهل وفصل الأدوار، ولكن يمكن أن يكون أبطأ. 
انه في الأنظمة السحابية، مثل منصة جوجل السحابية وخدمات أمازون ويب، يمكن أن يتوفر نظام إدارة المفاتيح (KMS) كخدمة.    في بعض الحالات ايضا، يقوم نظام إدارة المفاتيح بتخزين المفاتيح في وحدات أمن الأجهزة ، وهي أنظمة أجهزة تحمي المفاتيح بميزات الأجهزة مثل مقاومة التطفل.  وهذا يعني أن مفاتيح نظام إدارة المفاتيح يمكن أيضًا أن تكون أكثر أمانًا لأنها مخزنة على أجهزة متخصصة آمنة.  يجعل تشفير المغلف إدارة المفاتيح المركزية أسهل لأن نظام إدارة المفاتيح المركزي يحتاج فقط إلى تخزين مفاتيح المفاتيح المفاتيح (مفاتيح تشفير المفاتيحs)، التي تشغل مساحة أقل، والطلبات المقدمة إلى KMS تتضمن فقط إرسال مفاتيح مفاتيح تشفير البيانات المغلفة وغير المغلفة، والتي تستخدم نطاقًا تردديًا أقل من إرسال الرسائل بأكملها. نظرًا لأنه يمكن استخدام مفتاح نظام إدارة المفاتيح واحد لتشفير العديد من مجموعات مفاتيح تشفير البيانات، فإن هذا يسمح أيضًا باستخدام مساحة تخزين أقل في نظام إدارة المفاتيح (KMS). وهذا يسمح أيضًا بالتدقيق المركزي والتحكم في الوصول عند نقطة وصول واحدة. 

## أنظر أيضا
- أمن طبقة النقل
- صدفه آمنه
- آلية التغليف الرئيسية